# Liste d'enseignes de la grande distribution en Roumanie
Le concept de magasin moderne, grand et libre-service est arrivé en Roumanie au milieu des années 1990. Depuis le milieu des années 2000, il y a eu une forte croissance du nombre de supermarchés dans le pays, en particulier à Bucarest et dans d'autres grandes zones urbaines. Presque tous les supermarchés appartiennent à des multinationales. Voici une liste des principaux détaillants en Roumanie en 2024.
| Nom        | Nombre de magasins | Type de magasins                                           | Holding propriétaire             |
| ---------- | ------------------ | ---------------------------------------------------------- | -------------------------------- |
| Lidl       | 368                | supermarchés discount                                      | Groupe Schwarz (Famille Schwarz) |
| Kaufland   | 187                | hypermarchés                                               | Groupe Schwarz (Famille Schwarz) |
| Profi      | 1768               | supermarchés dépanneurs                                    | Ahold Delhaize                   |
| Carrefour  | 454                | hypermarchés supermarchés dépanneurs supermarchés discount | Groupe Carrefour                 |
| Metro      | 30                 | magasins cash & carry                                      | Metro AG                         |
| Mega Image | 983                | supermarchés dépanneurs                                    | Ahold Delhaize                   |
| Penny      | 416                | supermarchés discount                                      | Groupe REWE                      |
| Auchan     | 438                | hypermarchés supermarchés dépanneurs                       | Auchan Retail (Famille Mulliez)  |
| Selgros    | 23                 | magasins cash & carry                                      | Transgourmet                     |
| Cora       | 18                 | hypermarchés dépanneurs                                    | Groupe Louis Delhaize            |